# Даббат аль-ард
Да́ббат аль-ард (араб. دابة الأرض‎, «передвигающееся [существо] земное») — в исламской эсхатологии вьючное и верховое животное, которое выйдет из-под земли. Выход из под земли животного является одним из знамений Судного дня (киямат). Упоминается в Коране.
Об Даббат аль-арде говорится в 82 аяте суры ан-Намль (Муравьи): «Мы выведем им животное из земли, которое заговорит с ними…». Оно выйдет тогда, когда неверие (куфр), искажение и забвение ислама будет нормальным явлением. Возможно, это существо выйдет в Мекке и будет говорить с людьми.
В исламском предании сообщается о том, что вместе с Даббат аль-ардом появятся посох Мусы и кольцо Сулеймана. Посохом пророка Мусы оно будет ставить печать на лица немногих оставшихся праведников (салих). Печать вначале будет в виде белой метки, которая затем расползётся по всему лицу. Таким образом, лица праведников будут белыми. Кольцом Сулеймана это существо будет ударять по лицам неверных (кафир), и на их лицах появится чёрная метка, которая расползётся по их лицам и они станут чёрными. Затем Даббат аль-ард будет возвещать людям о том, кто из них будет в раю (джаннат), а кто — в аду (джаханнам). В некоторых преданиях говорится, что Даббат аль-ард выйдет три раза.
Ибн Джурайдж сообщил, что Ибн аз-Зубайр так описал животное: «Его голова похожа на голову быка, его глаза походят на глаза свиньи, его уши походят на уши слона, его рога походят на рога оленя, его шея похожа на шею страуса, его грудь похожа на грудь льва, его окрас похож на цвет тигра, его бедра походят на бедра кота, его хвост похож на хвост барана, и его ноги походят на ноги верблюда. Расстояние между двумя суставами — двенадцать локтей. Оно выйдет с посохом Мусы и кольцом Сулеймана. Каждому верующему оно будет ставить белую точку посохом Мусы…».